# Décret relatif aux Manufactures et Ateliers qui répandent une odeur insalubre ou incommode
Explosion de la poudrerie de Grenelle (31 août 1794)[réf. souhaitée]
Le décret impérial du 15 octobre 1810 relatif aux Manufactures et Ateliers qui répandent une odeur insalubre ou incommode a parfois été considéré comme l'un des actes inaugurant le contrôle sanitaire de la pollution industrielle, bien que les historiens aient fortement relativisé cette vision, en montrant que l'interprétation du décret par l'administration fut, tout au long du XIXe siècle, très libérale et bien portée vis-à-vis des entrepreneurs, au détriment de la santé publique. À son origine, il visait en priorité les fabriques de soude ou de manufactures émettant des vapeurs d'acide et de chlore.

## Autorisation préalable
L'article 1er dispose que « les manufactures et ateliers qui répandent une odeur insalubre ou incommode, ne pourront être formés sans une permission de l'autorité administrative », celle-ci étant soit la préfecture, soit le Conseil d'État pour les fabriques les plus insalubres (1re classe). Une fois l'administration saisie, celle-ci déclenche des enquêtes préventives alliant la consultation de commodo et incommodo et les avis des scientifiques. Le Conseil de Salubrité de Paris est ainsi chargé de conseiller le préfet de police à cette fin. Sa création est donc liée aux installations classées et aux effets de la Révolution industrielle.
Les universitaires François Jarrige et Thomas Le Roux relèvent que « la nouvelle loi entérine donc la prééminence de l'administration sur la justice pénale : les tribunaux de police ou les cours correctionnelles ne sont pas reconnus compétents pour juger de la légitimité des installations déjà acceptées par des actes d'administration publique ». Selon Jean-Baptiste Fressoz, le décret de 1810 met en place une forme primitive du principe de  pollueur-payeur. En effet, les voisins ne pouvant espérer voir les usines supprimées, ils se tournent vers les tribunaux civils qui ne peuvent qu'adjuger des dommages.  

## Un décret limité
L'historienne Geneviève Massard-Guilbaud souligne les limites du décret : sans effet rétroactif, il donnait pratiquement tout pouvoir au préfet et limitait clairement le champ des contrôles aux retombées polluantes hors de l'usine, il ne prenait pas en compte la pollution de l'eau ni celle des sols, et encore moins la santé des ouvriers. Le patronat et les membres du gouvernement chargés de l'Industrie considéraient alors que ces ouvriers travaillant « volontairement » dans les entreprises industrielles, en connaissance de cause, et en sachant qu'ils prenaient des risques. Ces risques étaient réputés compensés par un salaire plus élevé. Le seul motif possible de recours permis par ce décret était de « graves inconvénients pour la salubrité publique, la culture, ou l'intérêt général ». Ce décret a protégé l'industrie contre les plaintes de ses ouvriers et des riverains, tout particulièrement ceux qui se seraient installés près de l'usine après sa création, durant plus d'un siècle.
En 2010, le ministère de l'Environnement a voulu le présenter comme une avancée pour l'environnement, mais selon Geneviève Massard-Guilbaud, il traduit plus une régression qu'un progrès, car étant moins apte à protéger les riverains et employés que les processus négociés antérieurs, notamment au sein de la lieutenance générale de police.

## Liste des établissements concernés et catégories
Le décret distinguait trois catégories d'établissements, selon leur degré présumé de nocivité, assujettis à différentes procédures administratives.
Les établissements ou métiers concernés par le décret de 1810 (à cause des odeurs qu'ils produisaient plus que d'une pollution réelle parfois) étaient :
- Amidonniers
- Artificiers
- Bleu de Prusse
- Boyaudiers
- Cartonniers (qui déjà pouvaient blanchir leur pâte au chlore)
- Charbon de terre épuré
- Charbon de bois épuré
- Chiffonniers
- Colle forte
- Cordes à instruments
- Cretonniers
- Cuirs vernis
- Équarrissage
- Échaudoirs
- Eau-forte, acide sulfurique, etc.
- Fabrique d'huile de pied de bœuf ou de corne de bœuf
- Four à chaux
- Fours à plâtre
- Ménagerie Fabriques de vernis
- Minium de plomb
- Suif brun
- Porcherie
- Poudrette
- Rouissage de chanvre
- Sel ammoniac
- Soude artificielle
- Taffetas et toiles vernies
- Triperies
- Tueries
- Tourbe carbonisée

À la même époque (1810), d'autres « Établissements et Ateliers » dont on sait aujourd'hui que les fumées pouvaient être bien plus toxiques étaient classés par ce même décret de 1810, dans une catégorie « dont l'éloignement des habitations n'est pas rigoureusement nécessaire, mais dont il importe néanmoins de ne permettre la formation qu'après avoir acquis la certitude que les opérations qu'on y pratique sont exécutées de manière à ne pas incommoder les Propriétaires du voisinage, ni à leur causer des dommages. Pour former ces Établissements, l'autorisation du préfet sera nécessaire ». Cette rubrique comprend : 
- Affinage des métaux au fourneau à manche
- Blanc de céruse
- Chandeliers
- Corroyeurs
- Couverturiers
- Dépôts de cuirs verts
- Distilleries d'eau-de-vie
- Manufacture des tabacs
- Fonderies de métaux
- Noir de fumée
- Noir d'ivoire
- Plomberies
- Plomb de chasse
- Salles de dissection
- Suif en branche
- Taffetas cirés
- Vacheries

Le décret précise dans une troisième catégorie qu'une simple permission du sous-préfet permettait d'installer n'importe où, dont en pleine ville, un atelier de production d'alun, de caractères d'imprimerie, de papiers peints, de boutons, de corne transparente, de dorure sur métaux, une brasserie, un atelier de ciriers, une savonnerie, une fabrique de colle de parchemin, de colle d'amidon ou encore de vitriol.

## L'héritage du décret
Ce décret est une des premières pierres qui a permis de donner naissance à la législation française concernant les installations classée pour la protection de l'environnement (ICPE) ainsi que la création de différents services d'État couramment appelés inspection des installations classées permettant de contrôler ces installations,.
Les universitaires François Jarrige et Thomas Le Roux indiquent qu'il s'agit de la « première loi mondiale sur les pollutions industrielles » et estiment qu'elle « scelle un nouveau pacte entre l'industrie et son environnement, contribue à acclimater les pollutions comme une part inévitable de la nouvelle modernité » et « clôt vingt ans de débats sur les modes de régulation des nuisances. Elle confirme les nouveautés apparues dans les années 1770, en les érigeant au rang de loi. Elle s'inscrit également dans le contexte du durcissement autoritaire d'un régime qui se rêve impérial et conquérant ». La loi est réformée en 1815 mais conserve ses dispositions essentielles.
G. Massard-Guilbaud fait remarquer que depuis la Révolution française, le législateur et l'administration des contrôles ont toujours fortement distingué les pollutions touchant l'intérieur et l’extérieur de l'usine, respectivement contrôlées par l'hygiène industrielle et l'hygiène publique, les médecins du travail, et la médecine générale, les inspecteurs du travail et ceux des installations classées. Une inspection des sites classés à risque ou dont le danger est avéré a théoriquement été mise en place à partir de 1917 (par décret), mais faute de moyens, le ministre chargé de cette question l'a d'abord confiée aux inspecteurs du travail, malgré le souhait d'une tutelle du corps des mines, qui souhaitait prendre cette inspection en charge), avant que des inspecteurs généraux de l'environnement soient nommés pour inspecter les administrations elles-mêmes. 
Au XXe siècle, quelques progrès seront faits avec la reconnaissance de maladies professionnelles (saturnisme dans un premier temps), mais les deux guerres mondiales et la crise de 1929 se seront pas propices à la protection de l'environnement. Il faudra attendre les années 1970 pour voir émerger une prise de conscience généralisée, mais dans le monde de l’entreprise, certaines choisiront de délocaliser des productions ou procédés de recyclages polluants dans des pays pauvres et sans législation environnementale existante ou respectée. C'est un des thèmes de la responsabilité sociale et environnementale.